# Uranophora
Uranophora is een geslacht van vlinders van de familie spinneruilen (Erebidae).

## Soorten
- U. albimaculata Hampson, 1901
- U. albipalpis Draudt, 1931
- U. albiplaga Walker, 1854
- U. albipuncta Druce, 1905
- U. alterata Walker
- U. argentiflua Esper, 1794
- U. atalanta Druce, 1899
- U. atricincta Hampson, 1901
- U. banghaasi Draudt, 1915
- U. bipunctata Hampson, 1914
- U. broadwayi Schaus, 1896
- U. castra Hampson, 1898
- U. cincticollis Felder, 1869
- U. cordigera Warr.
- U. cortes Gibbs, 1914
- U. chalybea Hübner, 1827
- U. chejelia Schaus, 1920
- U. euchloa Hampson, 1905
- U. felderi Zerny, 1912
- U. fenestrata Druce, 1896
- U. flammans Dognin, 1912
- U. flaviceps Hampson, 1901
- U. guatemalena Druce, 1884
- U. haitiensis Gaede, 1926
- U. hoppi Draudt, 1931
- U. hyporhoda Dognin, 1912
- U. iridis Hampson, 1898
- U. jinx Hübner-Geyer, 1832

- U. lelex Druce, 1890
- U. lena Schaus, 1892
- U. leucotela Butler, 1876
- U. levata Kaye, 1919
- U. lisita Draudt, 1915
- U. maranhaonis Strand, 1915
- U. metamela Dognin, 1911
- U. munda Walker, 1856
- U. nigrorufa Rothschild, 1912
- U. ockendeni Rothschild, 1912
- U. pseudolelex Rothschild, 1912
- U. quadrimaculata Möschler, 1872
- U. quadristrigata Hampson, 1898
- U. rabdonata Hampson, 1898
- U. sanguicincta Hampson, 1901
- U. subflavescens Kaye, 1911
- U. superba Druce, 1906
- U. terminalis Walker, 1854
- U. unifascia Schaus, 1898
- U. walkeri Druce, 1889